# Whitireia New Zealand
Whitireia New Zealand, wcześniej Whitireia Community Polytechnic (język maoryski: Te Kura Matatini o Whitireia) – finansowany przez rząd instytut szkolnictwa wyższego, w mieście Porirua, w regionie Wellington, na Wyspie Północnej, w Nowej Zelandii. 
Uczelnia założona została w 1986, zmieniła nazwę na obecną pod koniec 2010. Znana jest z wysokiego wskaźnika sukcesów studentów i dużego zróżnicowania kulturowego społeczności akademickiej. Oferuje ponad 120 programów studiów na poziomie certyfikatu, stopnia naukowego, studiów magisterskich i podyplomowych. Wszystkie programy zostały zatwierdzone przez opracowane we współpracy z urzędem ds. kwalifikacji - New Zealand Qualifications Authority. 
Whitireia corocznie kształci ponad 13 000 studentów z Nowej Zelandii i zza oceanu. Kluczowym czynnikiem, który sprawia, że jest tak popularna wśród studentów zagranicznych, są małe, nowoczesne sale wykładowe i wykwalifikowany personel dydaktyczny. Wszystkie kierunki mają charakter praktyczny i zawodowy, oferując studentom doświadczenie w branży z realnymi projektami. 
Uczelnia wraz z Wellington Institute of Technology i Victoria University utworzyły, zatwierdzony przez ministerstwo szkolnictwa wyższego, Wellington ICT Graduate School, w celu zapewnienia zaawansowanych standardów w edukacji z zakresu ICT. Kształcenie w ramach tego projektu opiera się na bliskiej współpracy z firmami ICT z całego świata i lokalnymi przedsiębiorstwami w sektorze publicznym i prywatnym w połączeniu z dyscypliną akademicką.
Dzięki współpracy Whitireia New Zealand z WecTec powstał Te Kāhui Auaha - New Zealand Institute of Creativity, światowej klasy instytut, dostarczający wiodące programy w zakresie kreatywności i innowacji. Jest to krajowa mekka sztuki, muzyki, tańca, filmu, fotografii, muzeów, festiwali i ważnych wydarzeń.

## Kampusy
Whitireia posiada siedem kampusów w czterech lokalizacjach: Porirua, Auckland, Paraparaumu i Wellington. Główna siedziba znajduje się w  Porirua, 20 minut na północ od centrum miasta, obok portu i bardzo blisko dworca kolejowego, centrów handlowych i obiektów rekreacyjnych. 

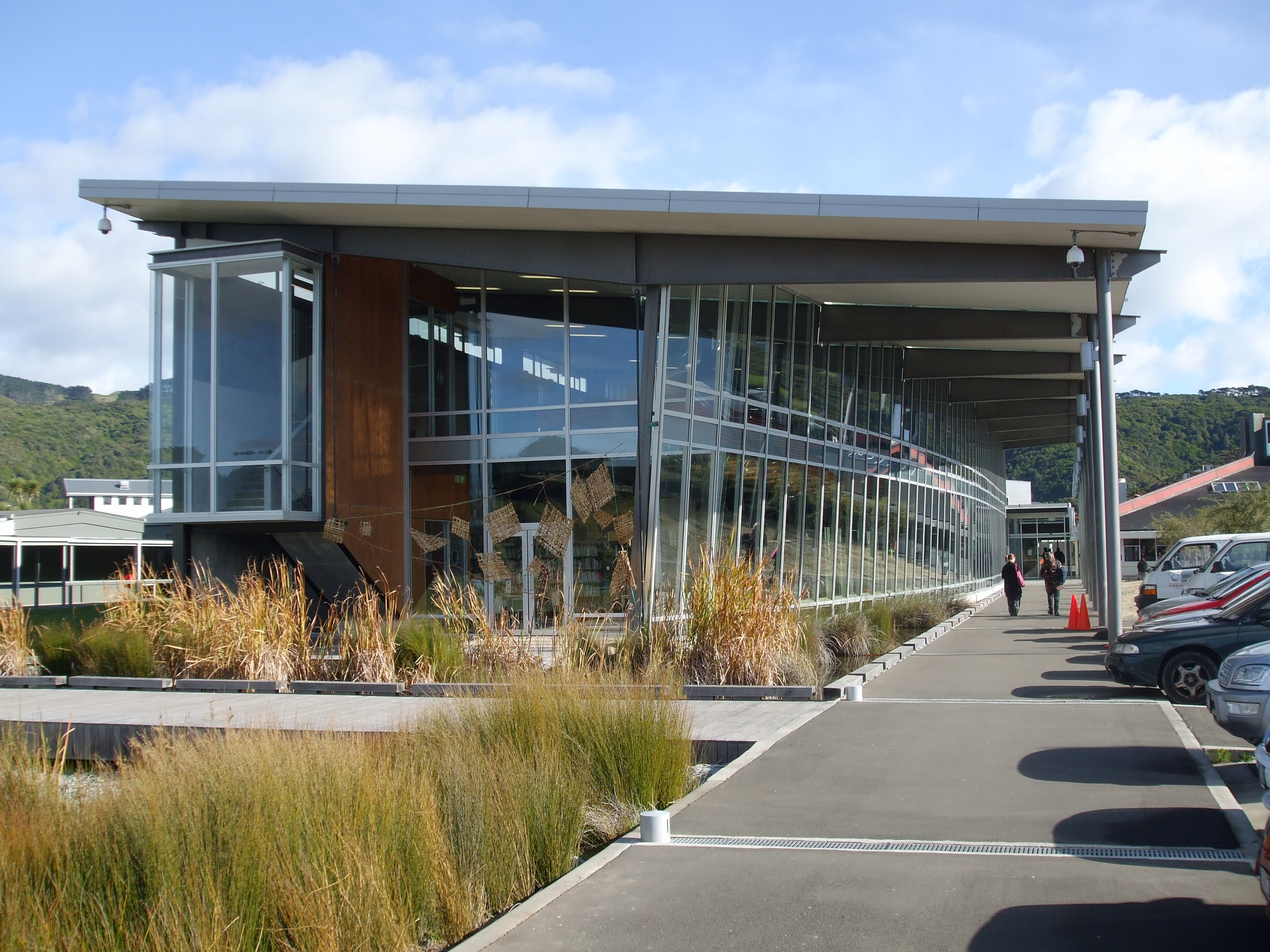
Te Kete Wānanga, Kampus Porirua

### Lokalizacja kampusów
- Campus Porirua, 3 Wi Neera Drive, Porirua
- Campus Trades, 12 Mohuia Crescent, Porirua
- Campus Auckland, 450 Queen Street, Auckland
- Campus Kāpiti, Corner Milne Drive and Kapiti Road, Paraparaumu
- Performance Centre, 25 Vivian Street, Wellington
- Campus Te Kāhui Auaha, 65 Dixon Street, Te Aro, Wellington
- Wellington ICT Graduate School, 15 Dixon Street, Wellington[1]